# Севруки (дворянские роды)
Севруки (белор. Сеўрукі, Сяўрукі, польск. Siewruk) - белорусские, литовские, польские и российские дворянские роды из шляхты Полесья. Принадлежат к гербам Курч, Слепаврон, Гейштор и Гоздава.

## Севруки гербов Курч, Слепаврон и Гейштор
Род Севруков известен с 15 века и принадлежит к православной шляхте Полесья. Севруки распространились в южной и центральной Беларуси и на северозападе Украины. Севруки, носящие вышеупомянутые гербы, происходят от братьев Карла Дмитрия и Микалая с Сотвы Севруков. Последний из них был городничьим Луцкого повета и умер в 1448 году.
До начала 19 века Севруки именовали себя Курч-с-Сотвы-Севруками. Иногда утверждается, что герб Курч взят от князя Корята Новогрудского и указывает на родственные связи с Гедиминовичами, но это не доказано. Прозвище «Севрук» же идет от происхождения из Северской земли.
Род Севруков неоднократно беднел и получал земли от местных магнатов и государства в награду за военную службу.
Александр Лявонович Севрук прославился в турецкой, московской и шведской военных кампаниях и 8 марта 1617 года был произведен в чин капитана германом Яном Каролем Ходкевичем. После возвращения на родное имение Александр Севрук построил там дамбу, что привело к спору с соседом Беркашем, чьи земли из-за этого подвергнулись периодическим затоплениям. На дуэли Севрук отрезал голову господину Беркашу, после чего был вынужден выплачивать его жене алименты. Большинство сегодняшних Севруков герба Курч происходят от его сына Ивана. Брат Александра Якуб Севрук принял герб Слепаврон. Один из сыновей Ивана, Адам, принял герб Гейштор. Тем самым, Севруки гербов Курч, Слепаврон и Гейштор представляют разные ветви одного рода. В течение 19 века различные ветви Севруков обращались в Минское дворянское депутатское собрание и в Сенат, ходатайствуя о признании дворянства. Одним из главных семейных генеалогов стал Василий Михайлович Севрук, вступивший в контакт с многочисленными представителями рода для сбора необходимых документов.
В 1904 году потомственный дворянин Феодот Дмитриевич Севрук герба Курч пожертвовал Свято-Богородицкой церкви Глуска икону Божией Матери «Утоли моя печали» Его внук Владимир Николаевич Севрук занимал высокие должности при ЦК КПСС, работал редактором нескольких газет и писателем, переводил литературу на белорусский язык..

### Ветви
- Род Севруков герба Курч был признан в дворянстве Минским дворянским депутатским собранием 07.02.1824 г., что было утверждено указом Сената 13.04.1842 г.
- Род Севруков герба Слепаврон был признан в дворянстве Минским дворянским депутатским собранием 09.04.1802 г., но постановление не было утверждено Сенатом
- Род Севруков герба Курч был признан в дворянстве Минским дворянским депутатским собранием 27.02.1817 г., что было утверждено указом Сената  04.12.1846 г.

Севруки были внесены в 6 часть Дворянской родословной книги Минской губернии в 1842 г., в 1 часть оной в 1860 г., и в 6 часть ДРК Волынской губернии в 1868 и 1885 годах.

### Известные представители
- Людвиг Степанович Севрук (1807-1852), анатом, декан медицинского факультета Московского университета и статский советник
- Михаил Константинович Севрук (1905-1979), белорусский художник
- Владимир Николаевич Севрук (1932-2005), автор, редактор, работник ЦК КПСС[4]
- Сергей Владимирович Севрук (1954-1997), сын предыдущего, военный фотограф
- Антон Сергеевич Севрук (1985), сын и внук предыдущих
- Галина Сильвестровна Севрук (1929-1922), украинская художница и керамистка, внучка Дмитрия Николаевичя Григоровича-Барского

## Другие Севруки
В Часть 2 Общего Гербовника дворянских родов Царства Польского внесены Севруки герба Гоздава. Родство с Севруками герба Курч неясно. Эти Севруки вероятно были внесены в ДРК Седлеской губернии в 1845 году.
Также Севруки встречаются в 1 части ДРК Виленской губернии.

## Галерея

Герб Курч
Герб Слепаврон
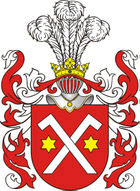
Герб Гейштор
Герб Гоздава

1. ↑  Вывод о происхождении прозвищ Севрук и Курчевич-Севрук - Курчевич-Севрук Василий Михайлович. — 1895. Архивировано 28 мая 2024 года.
2. ↑  Я – сын Ваш (бел.). Беларуская Інтэрнэт-Бібліятэка Kamunikat.org. Дата обращения: 28 мая 2024. Архивировано 28 мая 2024 года.
3. ↑  Радзiма, Газета. Поклониться семейной реликвии. glusk.by (7 июня 2018). Дата обращения: 28 мая 2024. Архивировано 28 мая 2024 года.
4. 1 2  Александр Данилов. Их выбрало время… Беларуская Думка. Дата обращения: 28 мая 2024. Архивировано 28 мая 2024 года.
5. ↑  Список дворянских родов Минской губернии. goldarms.narod.ru. Дата обращения: 28 мая 2024. Архивировано 28 мая 2024 года.
6. ↑  Список дворянских родов Волынской губернии. goldarms.narod.ru. Дата обращения: 28 мая 2024. Архивировано 28 мая 2024 года.
7. ↑  Герб Гоздава. gerbovnik.ru. Дата обращения: 28 мая 2024. Архивировано 9 марта 2024 года.
8. ↑  Список дворянских родов Седлецкой губернии. goldarms.narod.ru. Дата обращения: 28 мая 2024. Архивировано 28 мая 2024 года.
9. ↑  Список дворянских родов Виленской губернии. goldarms.narod.ru. Дата обращения: 28 мая 2024. Архивировано 28 мая 2024 года.